# 望月站
望月站（：／ Mangwol yeok */?）曾經为韩国铁路光州线上的一座鐵路站，位于光州广域市北区，已于1944年废止。

## 历史
- 1928年1月1日，落成使用。
- 1944年11月1日，停止使用。